# Йоан Ксифилин
Йоан Ксифилин (на старогръцки: Ἰωάννης Ξιφιλῖνος; на латински: Joannes Xiphilinus) е византийски историк от втората половина на 11 век в Константинопол. Той пише копие (Epitome) от произведението на Дион Касий. Той е монах и известен проповедник, племенник на патриарха на Константинопол със същото име Йоан VIII (1064—1075) (Migne, Patrologia Graeca, cxx.).
По поръчка на византийския император Михаил VII Парапинак (1071–1078) той подготвя копие от произведението на Дион Касий, което не завършва. Произведението му съдържа времето от Помпей и Цезар до Александър Север.